# لوغاريتم مركب

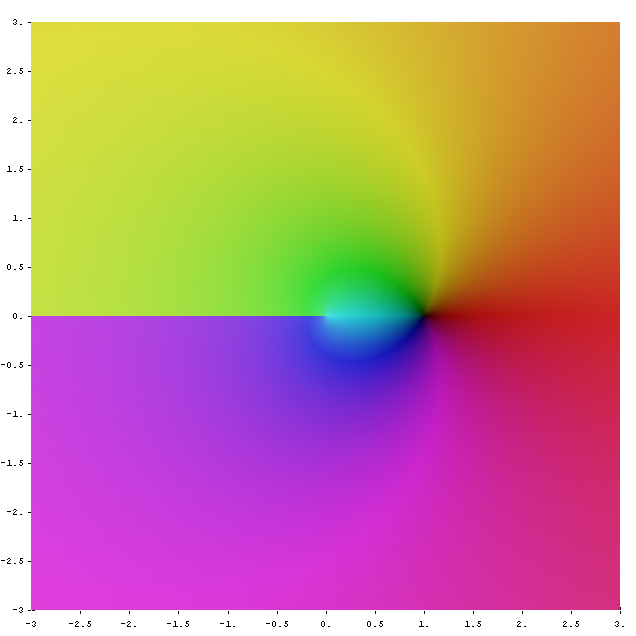
تمثيل دالة اللوغاريتم المركبة على المستوي المركب (تلوين المجال).

في التحليل المركب، لوغاريتم مركب أو لوغاريتم عقدي هي دالة عكسية للدالة الأسية المركبة، تمامًا كما هو الحال بالنسبة إلى اللوغاريتم الطبيعي الذي هو الدالة العكسية للدالة الأسية الحقيقية ex. إذن، اللوغاريتم المركب لعدد مركب z هو عدد مركب w حيث ew = z. يرمز إلى العدد w هذا بالرمز ln z أو log z. بما أن لكل عدد مركب مختلف عن الصفر عدد لا نهائي من اللوغارتمات، فإنه من الواجب الحذر عند كتابة هذه الصيغة من أجل إعطائها معنى واضحا لا لبس فيه.

## معضلة كيفية عكس الدالة الأسية المركبة

رسم بياني يبين الجزء التخيلي متعدد القيم لدالة اللوغاريتم المركبة.

لكي تكون دالة ما تقابلاً، ينبغي أن تربط أعدادًا مختلفة عن بعضها البعض بقيم مختلفة عن بعضها البعض. هذا يعني أنه ينبغي أن تكون متباينة. لكن الدالة الأسية المركبة ليست متباينة. سبب ذلك هو أنه مهما كانت قيمة العدد w، إضافة iθ إلى w في الصيغة ew+2kπi = ew يكافئ دوران ew في عكس اتجاه عقارب الساعة بزاوية تساوي θ راديان. لائحة الأعداد غير المنتهية التالية
{\displaystyle \ldots ,\;w-4\pi i,\;w-2\pi i,\;w,\;w+2\pi i,\;w+4\pi i,\;\ldots ,}
تمثل على خط مستقيم نقاطًا متساوية التباعد، الواحدة منهن عن التي تليها. ولكن، الدالة الأسية المركبة تربطهن جميعهن بنفس الصورة. نتيجة لذلك، ليس للدالة الأسية المركبة من دالة عكسية بالمعنى الاعتيادي للكلمة.
هناك حلان لهذه المعضلة.
يتمثل الحل الأول في جعل مجموعة انطلاق الدالة الأسية المركبة، تقتصر على مجال ضيق محدد، لا يحتوي على قيمتين مختلفتين تبتعدان عن بعضها البعض بمضاعف للعدد 2πi. هذه التقنية هي التقنية المستعملة من أجل تعريف الدوال المثلثية العكسية الثلاث الأساسية: قوس الجيب وقوس جيب التمام وقوس الظل.
يتمثل الحل الثاني في النظر إلى دالة اللوغاريتم المركبة دالةً مجموعة انطلاقها، ليست جزءًا من المستوى المركب وإنما سطح لريمان تغطي المستوي المركب بشكل معين.

## تعريف للقيمة الأساسية
بالنسبة لكل عدد مركب z = x + yi، اللوغاريتم المركب هو عدد مركب جزؤه التخيلي ينتمي إلى المجال
{\displaystyle ]-\pi ,\pi ]}.
{\displaystyle \operatorname {Log} z:={\text{ln }}r+i\theta =\ln |z|+i\operatorname {Arg} z=\operatorname {ln} {\sqrt {x^{2}+y^{2}}}+i\operatorname {atan2} (y,x).}
على سبيل المثال، Log(−3i) = ln 3 − πi/2، بينما Log(−3) = ln 3 +πi.
اللوغاريتم المركب للصفر يبقى غير معرف لأنه لا وجود لعدد w حيث ew = 0.
ليس كل الصيغ الصالحة للوغاريتم الطبيعي مطبقا على الأعداد الحقيقية تبقى صالحة عندما يتعلق الأمر بالأعداد المركبة. الصيغة eLog z = z صحيحة مهما كان z. تعريف اللوغاريتم المركب هو الذي يضمن هذه الخاصية. ولكن، الصيغة Log ez = z ليست صحيحة كلما خرج z عن الشريط S.
لهذا السبب، لا يمكن دائما تطبيق دالة اللوغاريتم المركب على طرفي متطابقة ما من قبيل ez = ew من أجل استنتاج z = w.
{\displaystyle \operatorname {Log} ((-1)i)=\operatorname {Log} (-i)=\ln(1)-{\frac {\pi i}{2}}=-{\frac {\pi i}{2}},}
لكن
{\displaystyle \operatorname {Log} (-1)+\operatorname {Log} (i)=\left(\ln(1)+\pi i\right)+\left(\ln(1)+{\frac {\pi i}{2}}\right)={\frac {3\pi i}{2}}\neq -{\frac {\pi i}{2}}.}